# ジョー・ペタグノ
ジョー・ペタグノ（Joe Petagno、伊: ジョー・ペターニョ、1948年1月1日 - ）は、アメリカ合衆国出身のイラストレーター、アートデザイナー。コペンハーゲン在住（2019年時点）。
ロックバンド「モーターヘッド」のカバーアートなどで知られるクリエイター。

## 略歴
1948年1月1日、アメリカ合衆国のメイン州ポートランド生まれ。
1970年代初頭には母国を離れ、後には英国のアート集団ヒプノシスのスタッフとしても働いた。有名アーティストのアートワークを手掛ける機会も多くなり、ロックバンド「モーターヘッド」のカバーアートを務めてから著名になる。以降、数々のロックアーティストのアルバム・ジャケットカバーや、ロゴデザインを提供している。
考古学会の化石標本などにもアートワークで協力してきた実績があり、これまでの貢献に敬意を評して、新発見された4億2800万年前の化石にペタグノ（Petagno）を冠した「Ophiopetagno Paicei」と名付けられた。

## 特徴

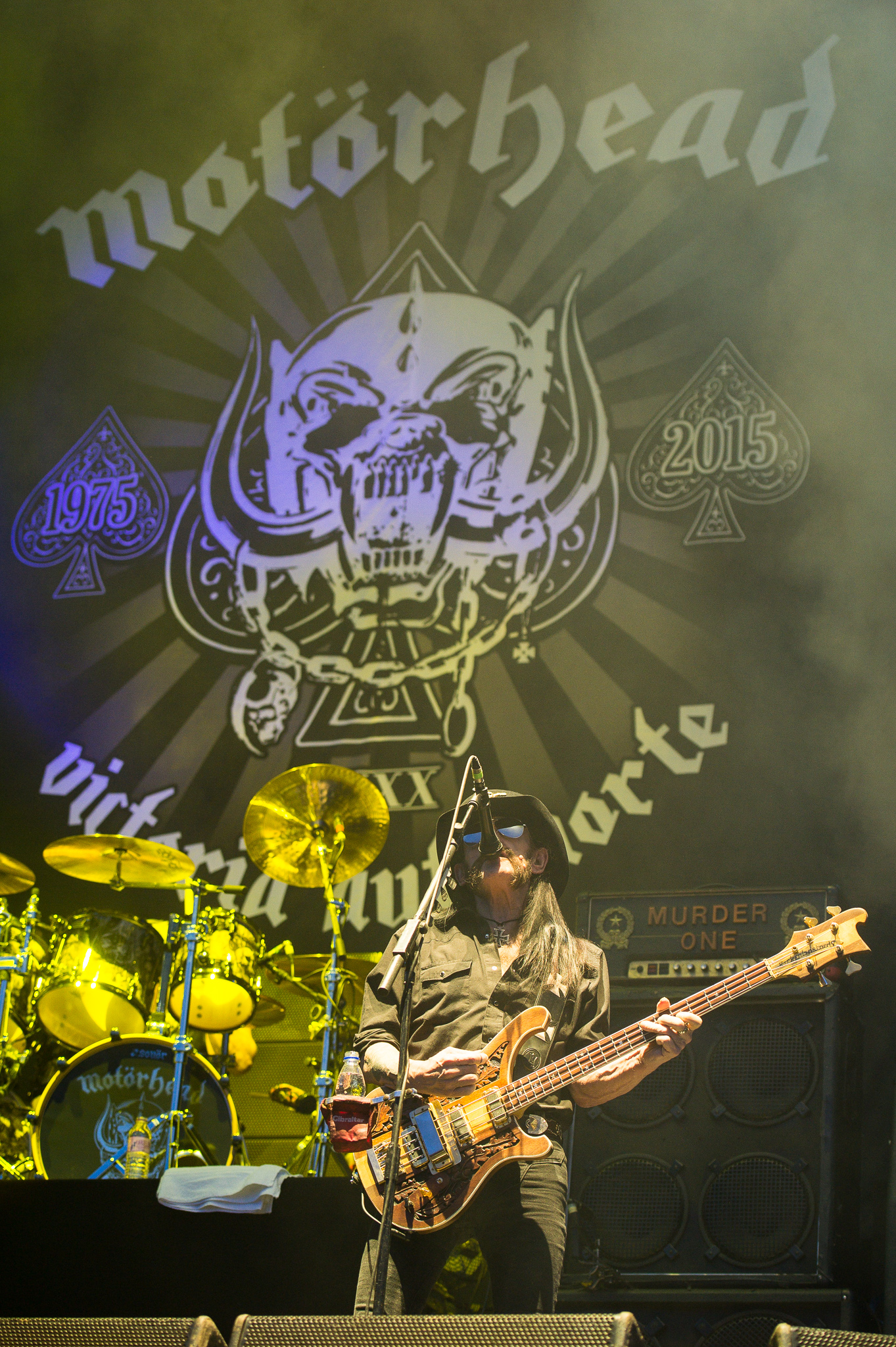
ウォー・ピッグのイラストとモーターヘッドの レミー (2015年6月)

ペタグノを特に有名にしたのが、モーターヘッドのバンドキャラクターとなる程の代名詞となった、奇怪な豚（ウォー・ピッグ）のイラストである。モーターヘッドの作品群を担当して以降、サタニックな世界観のデザインを得意としている。

## アルバムカバー提供作品一覧
Motörhead - モーターヘッド
- 『Motörhead』（1977年）
- 『Overkill』（1979年）
- 『Another Perfect Day』（1983年）
- 『Orgasmatron』（1986年）
- 『Rock'N'Roll』（1987年）
- 『Bastards』（1993年）
- 『Sacrifice』（1995年）
- 『Snake Bite Love』（1998年）
- 『We Are Motörhead』（2000年）
- 『Inferno』（2004年）

※以下、アルファベット順
Abhorrence
- 『Evoking the Abomination』（2000年）

Abomination
- 『Curses of the Deadly Sin』（1999年）

Abominator
- 『Subversives for Lucifer』（2001年）

Afterworld
- 『Connecting Animals』（2000年）

Angelcorpse
- 『Exterminate』（1998年）
- 『The Inexorable』（1999年）
- 『Death Dragons of the Apocalypse』（2002年）

Antestor
- 『The Return of the Black Death』（1998年）

Armour
- 『Armour』（2009年）

Autopsy
- 『The Headless Ritual』（2013年）

Avenger of Blood
- 『Death Brigade』（2008年）

Avulsed
- 『Eminence in Putrescence』（1996年）

Baker Gurvitz Army - ベイカー・ガーヴィッツ・アーミー
- 『Baker Gurvitz Army』（1974年）
- 『Elysian Encounter』（1975年）

Bal-Sagoth - バルサゴス
- 『Starfire Burning Upon the Ice-Veiled Throne of Ultima Thule』（1996年）

Bewitched
- 『Pentagram Prayer』（1997年）

Bifrost
- 『Bifrost』（1984年）

Bikstok
- 『Uranium』(EP)（2015年）

Blood Storm
- 『The Atlantean Wardragon』（1997年）

Bonehunter
- 『Children Of The Atom』（2018年）

Burnt Offering
- 『Walk of the Dead』（1998年）

Centinex - センティネクス
- 『Reborn Through Flames』（1998年）

Christ Denied
- 『... Got What He Deserved』(Reissue盤)（1998年）
- 『Impale The Fraud』（1998年）

Clifford T. Ward
- 『Escalator』（1975年）

Crystal Tears
- 『Choirs of Immortal』（2006年）

Dan McCafferty
- 『Dan McCafferty』（1975年）

The Day of the Beast
- 『The Day of the Beast』（2008年）
- 『Relentless Demonic Intrusion』（2012年）

Deiphago
- 『Filipino Antichrist』（2009年）
- 『I, The Devil』（2019年）

Dellamorte
- 『Home Sweet Hell』（1999年）

Demonic
- 『The Empire of Agony』（1997年）

Descerebration
- 『The Crusaders 666 X』（2007年）

Diabolic
- 『Supreme Evil』（1998年）
- 『Subterraneal Magnitude』（2001年）
- 『Vengeance Ascending』（2001年）
- 『Excisions of Exorcisms』（2010年）

Diabolical
- 『Synergy』（2001年）
- 『A Thousand Deaths』（2002年）

Dr. Feelgood - ドクター・フィールグッド
- 『Malpractice』（1975年）

Ever Dark
- 『Not of God』（1997年）

Graeme Edge Band
- 『Kick Off Your Muddy Boots』（1975年）
- 『Paradise Ballroom』（1977年）

Grimbane
- 『Let the Empires Fall』（2008年）

Hawkwind - ホークウインド
- 『Space Bandits』（1990年）

Humanity Delete
- 『Fuck Forever Off』（2016年）

Head on Collision
- 『Ritual Sacrifice』（2008年）

Hjelvik
- 『Welcome To Hel』（2020年）

The Hollies - ホリーズ
- 『Another Night』（1975年）

Ignitor
- 『Road of Bones』（2007年）

Illdisposed
- 『Retro』（2000年）

In Aeternum
- 『Dawn of a New Aeon』（2005年）

Incantation
- 『The Forsaken Mourning of Angelic Anguish』(EP)（1997年）

Intestine Baalism
- 『An Anatomy Of The Beast』（1997年）

Joe Thrasher
- 『Cries of War』（2011年）

The King's Singers - キングズ・シンガーズ
- 『Out Of The Blue』（1974年）

The Kinks - キンクス
- 『Soap Opera』（1975年）

Krisiun - クリジウン
- 『Conquerors of Armageddon』（2000年）
- 『Ageless Venomous』（2001年）
- 『Forged in Fury』（2015年）

Marduk - マーダック
- 『Infernal Eternal』（2000年）

Magic Circle
- 『Journey Blind』（2015年）

Mammoth Grinder
- 『Extinction of Humanity』（2009年）
- 『Underworlds』（2013年）
- 『Cosmic Crypt』（2018年）

Man
- 『The Welsh Connection』（1976年）

Måneskjold
- 『Kometen Kommer』（2016年）

Morgal
- 『Nightmare Lord』（2022年）

Murder Rape
- 『For Evil I Spill My Blood』（2013年）

Mutation
- 『The Frankenstein Effect/Error 500』（2013年）

Nazareth - ナザレス
- 『競獅子』（1974年）
- 『Greatest Hits』（1975年）

Necroven
- 『Primordial Subjugation』（2016年）

Nightshade
- 『Wielding The Scythe』（2001年）

Nominon
- 『Diabolical Bloodshed』（1999年）

Ophiolatry
- 『Impaling the Christian Race』（2005年）

Ouija
- 『Riding into the Funeral Paths』（1997年）

The Pirates
- 『Skull Wars』（1978年）

Paradox - パラドックス
- 『Product of Imagination』（1987年）

Perdition Temple
- 『The Tempter's Victorious』（2015年）

Pretty Maids - プリティ・メイズ
- 『Pretty Maids』（1983年）
- 『Future World』（1987年）
- 『Jump the Gun』（1990年）
- 『Lethal Heroes』（1990年）

Reincarnation
- 『Void』（2015年）

Revengia
- 『Eraser』（2007年）

Ritual Carnage
- 『I,Infidel』（2005年）

Rusty Eye
- 『Possessor』（2009年）

Sadotank
- 『Black Thrash Assault』（2016年）

Satan's Host
- 『The Great American Scapegoat 666』（2008年）
- 『Power〜Purity〜Perfection...999』（2009年）
- 『By the Hands of the Devil』（2011年）
- 『Virgin Sails』（2013年）
- 『Pre-dating God Part 1/Part 2』（2015年）
- 『This Legacy Will Never Die』（2022年）

Saviours
- 『Into Abaddon』（2008年）

Sepsism
- 『Purulent Decomposition』（1999年）

Serpent Obscene
- 『Chaos Reign Supreme』（2006年）

Sigh
- 『Scenario IV：Dread Dreams』（1999年）

Slang
- 『Life Made Me Hardcore』（2010年）

Sodom - ソドム
- 『Decision Day』（2016年）
- 『Genesis XIX』（2020年）

SpeedFreaks
- 『Survive』（2009年）

Spirit Adrift
- 『Curse Of Conception』（2017年）
- 『Divided By Darkness』（2019年）

Stormlord
- 『At the Gates of Utopia』（2001年）

Summon
- 『Fallen』（2005年）

Sweet - スウィート
- 『ライブ・アンド・ベスト』（1975年）
- 『甘い誘惑』（1976年）

Swordmaster
- 『Deathraider』（1998年）

Thorium
- 『Ocean of Blasphemy』（2000年）

Tyrant
- 『Legend』（2002年）

Ultimatium
- 『Hwainoo』（2008年）

Unlord
- 『Schwarzwald』（1997年）
- 『Gladiator』（2000年）
- 『Lord Of Beneath』（2002年）

Vader - ヴェイダー
- 『Tibi Et Igni』（2014年）
- 『Iron Times』(EP)（2016年）
- 『The Empire』（2016年）

Vital Remains - ヴァイタル・リメインズ
- 『Dawn of the Apocalypse』（2000年）

Vitriol
- 『To Bathe From The Throat Of Cowardice』（2020年）

War-head
- 『Still No Signs of Armageddon』（2011年）

West, Bruce and Laing
- 『Whatever Turns You On』（1973年）

Würzel
- 『Chill-Out Or Die』（1998年）